# The Beggar's Opera

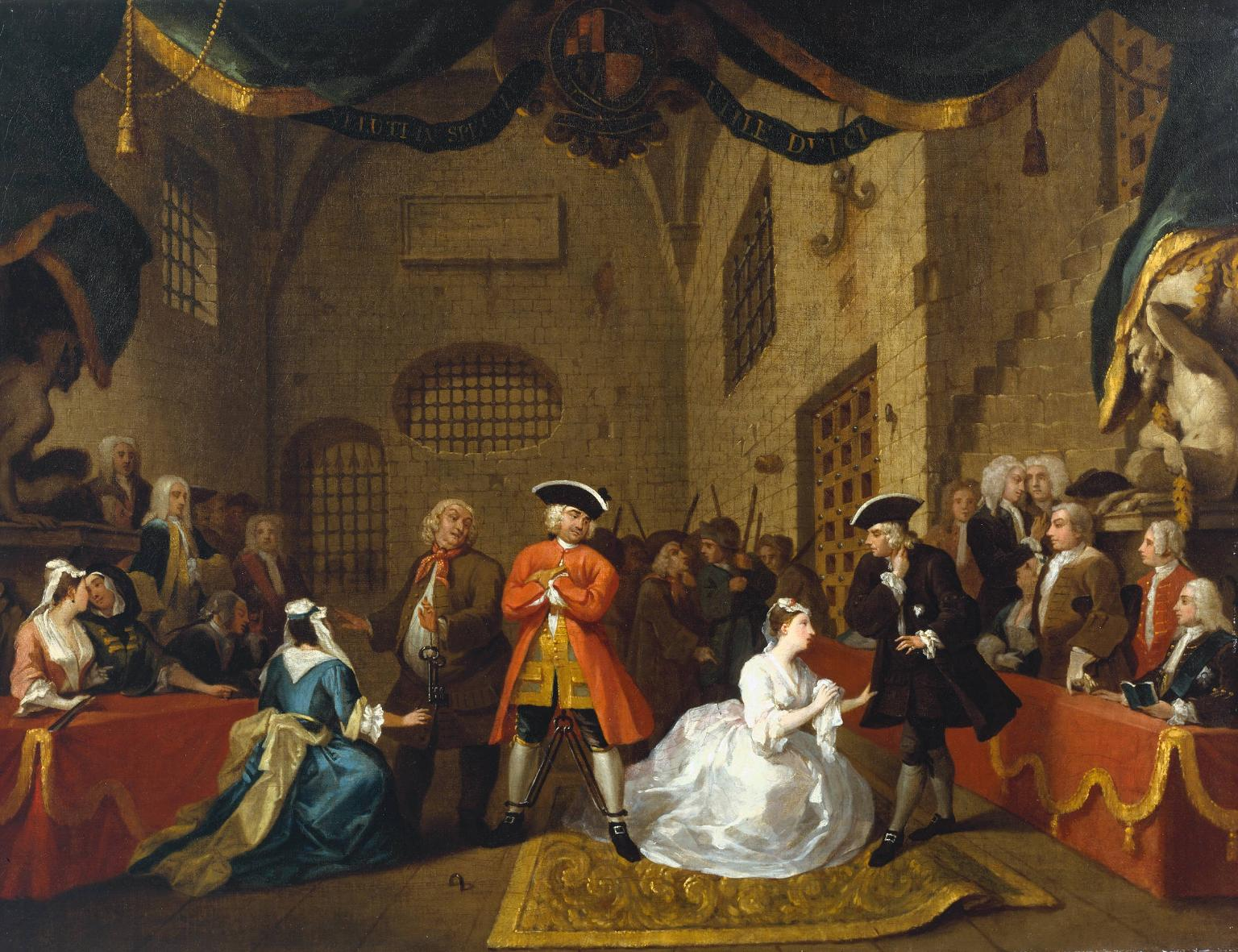
Schilderij gebaseerd op The Beggar's Opera, Scene V, William Hogarth, ca. 1728

The Beggar's Opera is een satirisch toneelstuk van John Gay, deels op muziek gezet door Christopher Pepusch.
The Beggar's Opera (De opera van de bedelaar) was een van de populairste toneelstukken van de 18de eeuw, en is verschillende keren heropgevoerd door de eeuwen heen; het werd eveneens bewerkt door Bertolt Brecht, die er zijn Dreigroschenoper op baseerde.
Het stuk – want het is veeleer een stuk dan een opera – ging op 29 januari 1728 in première en werd 61 maal herhaald, wat toentertijd ongezien was. Door de nauwelijks verholen beledigingen aan het adres van de toenmalige eerste minister, Robert Walpole, die Gays ideologische tegenstander was en de première bijwoonde, werd het vervolg op The Beggar's Opera, Polly, door de overheid verboden.
Men dient de benaming opera ironisch op te vatten: in feite was The Beggar's Opera net een persiflage op de conventionele opera die in de vroege 18de eeuw in Engeland domineerde; na de dood van Purcell in 1695 waren er geen componisten meer met voldoende draagkracht om de Engelse muziekscene een vaderlandse of inheemse koers te laten varen. Componisten als Arne en Boyce waren blijkbaar niet opgewassen tegen de verregaande tendens tot italianisering, die zeker nog versterkt werd door de populariteit van de vele Italiaanse opera's van Händel, een genaturaliseerde Brit. Bovendien werd de mode in de muziekwereld sterk door continentale invloeden bepaald. The Beggar's Opera vormt een uitgesproken sarcastische reactie op de toen heersende conventies van de Italiaanse stijl: in plaats van aristocraten of notabelen als hoofdpersonages, koos Gay voor de allerlaagste bevolkingsklassen – hij maakte criminelen tot de helden van het stuk; dit lokte een behoorlijke controverse uit. Ook de zeer gewaagde inhoud maakte het stuk tezelfdertijd zowel geliefd als berucht.
Daarnaast was The Beggar's Opera eveneens qua vorm origineel: in tegenstelling tot in de Italiaanse, geheel en al gezongen opera, wordt in The Beggar's Opera vooral veel gesproken. Er zijn veel dialogen, die met 69 liederen worden afgewisseld. Enerzijds grijpt dit terug naar de masque, maar anderzijds blikt het vooruit naar de musical; er wordt weinig gedanst, en de klemtoon ligt op de plot.
The Beggar's Opera is opgevat als een opera die, zoals de titel aanduidt, door een bedelaar is geschreven. Hierin schuilt een listige truc van Gay: de schunnigheden en provocaties die het stuk doorsnijden, zijn als het ware niet zijn verantwoordelijkheid, want niet Gay is de auteur maar de bedelaar. Het publiek zal in die tijd ongetwijfeld de meerderheid van de liederen herkend hebben: het zijn alle oftewel populaire ballades, oftewel beroemde aria's uit bekende opera's, die door Pepusch in niet of nauwelijks gewijzigde vorm op de teksten van Gay werden getransponeerd. Het enige wat Pepusch zelf gecomponeerd heeft, is de ouverture. De plot van The Beggar's Opera bevat heel wat intriges en is daardoor behoorlijk uitgebreid. In het algemeen is de toon opzettelijk subversief.

## Synopsis

### Proloog
De Bedelaar vertelt dat hij een opera heeft gecomponeerd, en excuseert zich voor het feit dat hij er niets „onnatuurlijks“ van heeft gemaakt, wat tenslotte in de mode is. Hij heeft er echter een aantal leuke metaforen in gestopt, en een charmante gevangenisscène. De Speler wenst hem succes toe, want de muzen zijn ook slecht gekleed.

### Eerste bedrijf
Peachum, leider van een bende, zit aan zijn schrijftafel en vergelijkt zichzelf met een advocaat, want hij beschermt criminelen en tegelijkertijd leeft hij van hen. Filch, die boodschappen van Peachum naar de gevangenis overbrengt, vertelt hem wie er zoal veroordeeld is, en Peachum kan de rechtszaken beïnvloeden. Peachum is op zoek naar een goede executie, want hij houdt niet van luie misdadigers. In zijn criminelenregister vindt hij ene Bob Booty (de bijnaam van eerste minister Walpole). Dan komt zijn vrouw binnen, en prijst Bob Booty als een van haar beste klanten. De zaken gaan goed met de bende: ze hebben al zeven maanden geen moorden meer gepleegd, aldus mevrouw Peachum. Mijnheer Peachum zegt dat moord een van de meest modieuze activiteiten van het moment is; elke zichzelf respecterende crimineel pleegt er eentje. Mevrouw Peachum insinueert dat kapitein Macheath, een van de beste bendeleden, een oogje op hun dochter Polly heeft. Haar man raadt haar ten stelligste af hun dochter te laten huwen. Polly blijkt echter al met hem getrouwd te zijn. Vader is furieus: „denk je dat je moeder en ik zo lang gelukkig konden hebben samengeleefd, indien wij ooit getrouwd waren geweest?“ Moeder suggereert dat Polly haar nieuwe echtgenoot misschien kan vermoorden; dan is ze meteen een rijke weduwe. Polly verklaart dat ze te veel van haar man houdt, wat mevrouw Peachum een schande vindt. De Peachums besluiten ervoor te zorgen dat Macheath gearresteerd wordt. Macheath verschuilt zich op Polly's kamer.

### Tweede bedrijf
De bende zit gezellig te keuvelen in een kroeg, terwijl een nieuw roofproject wordt voorbereid. Dan komt Macheath, en vertelt dat hij een licht meningsverschil met mijnheer Peachum heeft. Hij vraagt de bende om Peachum te vertellen dat hij de bende verlaten heeft; hij is van plan in het geniep nog met hen verder te werken. De bende vertrekt, en Macheath blijft achter in de kroeg. In een monoloog zegt hij dat hij niet zonder vrouwen kan: immers, indien hij en de andere criminelen er niet voor hadden gezorgd dat er een sterke concentratie aan „lichthartige“ vrouwen werd gecreëerd, dan zou Drury Lane überhaupt door niemand bewoond zijn. Een hele groep vrouwen uit de stad komen binnen: ook zij werken mee met Peachums bende. Er wordt wijn gedronken. Jenny verklaart kolieken te krijgen van gin; Macheath beschouwt kolieken als een kenmerk van verfijndheid. Anderen loven Jenny voor haar zakkenrolkwaliteiten. Macheath noemt haar „een dierbare slet“. Jenny en mevrouw Tawdry nemen plotseling Macheaths pistolen en houden hem onder schot, waarna Peachum met een paar politieagenten binnentreedt; hij is in de val gelokt. Mijnheer Lockit, de gevangenisbewaarder van Newgate, wenst Macheath welkom terug. Het blijkt dat Macheath aan zijn dochter Lucy beloofd heeft met haar te zullen trouwen. Macheath beweert dat alsnog te zullen doen, en dat hij niet echt met Polly is gehuwd. Lucy kan haar vader niet overtuigen Macheath vrij te laten; er is te veel geld mee gemoeid, dat hij met Peachum zal delen. Polly komt Macheath bezoeken, die nu met beide vrouwen getrouwd blijkt. Er ontstaat een conflict. Peachum sleept Polly weg. Lucy helpt Macheath te ontsnappen.

### Derde bedrijf
Lockit beschouwt zichzelf als verraden door Peachum, want wie Macheath kan verhangen krijgt diens kapitaal. Hij wil Peachum uitdagen tot een proces voor Macheath, waarin ze met elkaar kunnen wedijveren. Peachums knecht Filch is net bezig geweest met een vermoeiende taak: als bijverdienste helpt hij vrouwelijke gevangenen aan een zwangerschap, zodat ze niet terecht kunnen staan. Lockit vraagt hem waar Peachum uithangt. De bende beraamt, in een ander oord van vertier, voor 's avonds een overval. Peachum en Lockit overlopen de binnengekomen aanwinsten, en mevrouw Trapes komt binnen met nieuwe gestolen goederen. Ze vertelt dat ze kort tevoren mevrouw Coaxer heeft betrapt met kapitein Macheath — nu weten Lockit en Peachum waar deze zich bevindt. In de gevangenis van Newgate heeft Lucy Polly uitgenodigd, zogezegd om zich met haar te verzoenen. Ze staat erop dat Polly een glas gin van haar aanneemt, maar Polly denkt dat Lucy haar dronken wil voeren, om op die manier enkele geheimen aan haar te ontfutselen. Polly weigert, met het voorwendsel dat ze hoofdpijn krijgt van gin. Wanneer Polly verneemt dat Macheath opnieuw in gevangenschap vertoeft, verklaart ze zich diep ongelukkig. In een terzijde zegt Lucy dat het dan al bij al nog niet zo'n slechte zaak is dat Polly niet gedronken heeft, want „ze was niet gelukkig genoeg om vergiftigd te worden“. Macheath wordt binnengeleid, en Polly en Lucy strijden om zijn aandacht. Peachum troost zijn dochter: „als je ondertussen nog geen nieuwe man gevonden hebt, is het hoog tijd dat je naar een uit begint te kijken.“ Macheaths proces wordt voorbereid; de andere gevangenen dansen van blijdschap omdat ze uitstel krijgen. Macheath zingt in zijn cel een heuse medley. Dan komt de bende hem bezoeken; Macheaths laatste verzoek is dat zij ervoor zorgen dat Peachum en Lockit vroeg of laat ook aan hun eind komen. Wanneer zijn beide vrouwen, Lucy en Polly, bij hem zijn, kondigt de cipier nog een paar bezoekers aan. Macheath blijkt nog vier extra vrouwen, met elk één kind, te hebben. Zes vrouwen lijken hem wat veel; hij vraagt om snel terechtgesteld te worden.

### Epiloog
De Speler vraagt de Bedelaar of Macheath nu echt geëxecuteerd wordt. De Bedelaar beaamt, want dat is nu eenmaal poëtische rechtvaardigheid; bovendien worden alle anderen opgehangen of gedeporteerd. De Speler werpt op dat dit stuk dan in feite een tragedie is, en een opera moet nochtans een happy end hebben. De Bedelaar zegt dat dat geen probleem is; dan wijzigt hij het script wel. Het is jammer van de moraal, maar hij laat Macheath vrijspreken. Er wordt gedanst en Macheath besluit Polly als vrouw te nemen. Over de rest wil hij voorlopig niets kwijt.